# ديليس لاينغ
ديليس لاينغ (بالإنجليزية: Dilys Laing)‏ هي كاتِبة وشاعرة أمريكية، ولدت في 1906، وتوفيت في 1960.